# Écluse de Southcote

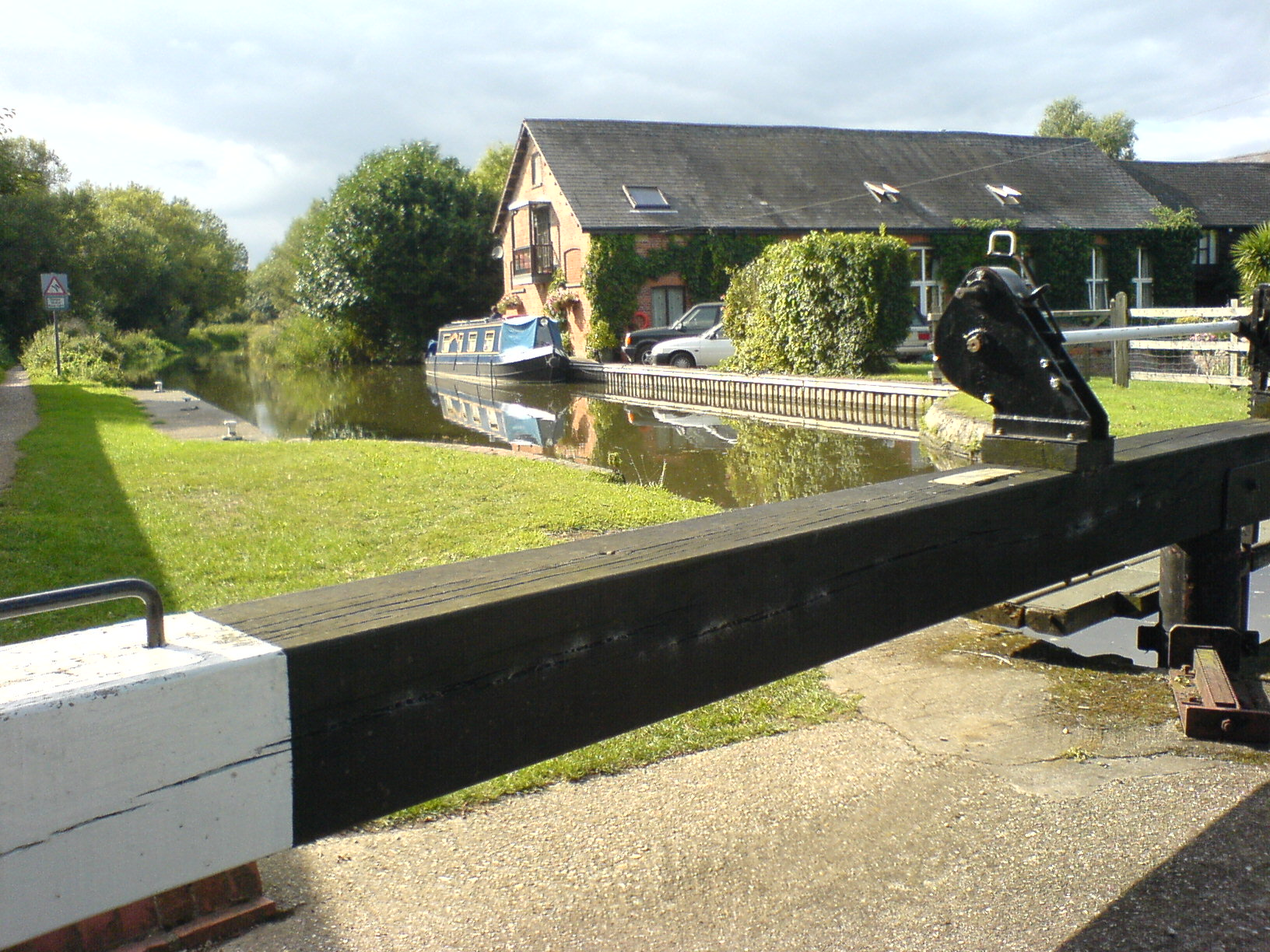
Écluse de Southcote

L’écluse de Southcote est une écluse sur le canal Kennet et Avon, située à Southcote dans la ville de Reading, dans le Berkshire, en Angleterre.
L'écluse de Southcote a été construite entre 1718 et 1723 sous la direction de l'ingénieur John Hore de Newbury. Cette portion de rivière est maintenant administrée par la British Waterways et connue sous le nom de voie navigable Kennet (Kennet Navigation). L’écluse permet de franchir un dénivelé de 1,65 m (5 pi 3 po).
Le bâtiment de brique de l’époque victorienne qui surplombe l’écluse de Southcote est la station de pompage Southcote aujourd’hui redondante qui, depuis à son ouverture en 1850, pompait l'eau vers le réservoir de Bath Road fournissant ainsi le les besoins de Reading en eau.